# Patrick Bard
Patrick Bard, (Montreuil-sous-Bois, 13 de abril de 1958, es un fotógrafo y escritor francés.

## Biografía
Patrick Bard nació en Montreuil-sous-Bois, ciudad obrera de los alrededores de París (Francia), en 1958. Creció en Pantin. Interesándose por la fotografía, realizó una exposición en 1982 en una galería de Toulouse cuando ya trabajaba con la agencia Rapho. 
Su primer libro publicado en 1993, fue Blues Mississipi Mud, un libro de viajes dentro del mundo del blues.  
A partir de 1996, dejó Francia para llevar a cabo unos estudios sobre la frontera entre Estados Unidos y México. Este estudio, que duró cinco años, se ha traducido en el libro El Norte, publicado en 2002. También en 2004, se editó su primera novela, La Frontera. Libro que ha sido galardonado con el Premio Michel Lebrun (2003), el premio Brigada 21 a la mejor novela policiaca extranjera (España, 2005) y el premio de Ancres Noires (2006).
Está considerado fotógrafo y escritor; su gran temática de trabajo es la frontera de México con Estados Unidos, tema al que ha dedicado varios libros y exposiciones para mostrar este ámbito. Acostumbra a publicar sus escritos en la prensa, ya sea francesa o internacional.

## Exposiciones
- Fnac Saint-Lazare (2004) Paris, Francia.
- Forum de la FNAC Strasbourg (2005)
- Centre commercial La Maison Rouge Strasbourg, Francia.
- Centro Georges Pompidou
- Galería Halle de la Villette